# Amblyderus parviceps
Amblyderus parviceps är en skalbaggsart som beskrevs av Thomas Casey 1895. Amblyderus parviceps ingår i släktet Amblyderus och familjen kvickbaggar. Inga underarter finns listade i Catalogue of Life.